# 辻七音
辻 七音（つじ なおと）は、日本の子役、タレント。

## 人物
- シャキーン!の歴代MCで、知られる。

## テレビ出演
- シャキーン!（2012年4月 - 2015年3月、NHK Eテレ）ナオト役